# Hadži Prodan Gligorijević
Prodan Gligorijević (srbsko Продан Глигоријевић, latinizirano: Prodan Grigorijević), znan kot Hadži Prodan Grigorijević (Хаџи Продан, Hadži Prodan), je bil vojvoda prve srbske vstaje, srbske revolucije in grške osamosvojitvene vojne proti Osmanskemu cesarstvu, * 1760, Gornji Milanovac, Osmansko cesarstvo, zdaj Srbija, † okoli 1825. 
Leta 1814 je vodil vstajo, ki se po njem imenuje Hadži Prodanova vstaja in je bila iniciator druge srbske vstaje.

## Biografija
Prodan Gligorijević je bil upornik prve srbske vstaje. Sodeloval in odlikoval se je v bojih leta 1806 in postal vojvoda. Epitet Hadži izhaja iz častnega naziva kristjanov, ki opravijo romanje v Sveto deželo (Jeruzalem). Sodeloval je v bojih pri Sjenici, Novi Varoši, Prijepolju, Bijelem Polju in Suvodolu (1809). Vodil je odred 700 upornikov, ki jih je Karađorđe poslal v Vasojeviće, vendar je ta odprava propadla, ker je začela prezgodaj in brez ustreznih priprav. Po neuspešni vstaji je Hursid Paša oktobra 1813 zasedel Beograd, Hadži Prodanov odred pa je približno mesec dni ostal v Mučnju. Hadži Prodanov se je nato vdal Osmanom in odšel v samostan Trnava pri Čačku. 
Ko so se osmanska grozodejstva obnovila, se je postavil na čelo upora v Požeški nahiji. Njegov nezadostno pripravljen upor proti Turkom (Hadži Prodanova vstaja) leta 1814 na Čačanskem je bil hitro zadušen. On sam je pobegnil najprej v Avstrijsko cesarstvo in nato v Vlaško, kjer je leta 1821 sodeloval v grškem uporu proti Turkom.

## Zapuščina
Po njem se imenujeta vas v severovzhodni Črni gori in Hadži Prodanova ulica v Beogradu. 